# Desmond Barrit
Desmond Barrit (Morriston, Swansea, Wales, Engeland, 19 oktober 1944), is een Britse acteur.
Hij werkt vooral in producties van de Royal Shakespeare Company, onder andere The Merry Wives of Windsor die in première is gegaan op 13 september 2006 waarin hij een rol vertolkt naast Judi Dench en Alistair McGowan. Barrit heeft in 1991 de Laurence Olivier Theatre Award gewonnen voor beste komedievertolking in het stuk Comedy of Errors. Tevens werd hij genomineerd voor diezelfde prijs in 2002 voor zijn ondersteunende rol in het theaterstuk Henry V. Hij heeft ook de rol van Nick Bottom vertolkt in William Shakespeares A Midsummer Night's Dream onder regie van Adrian Noble, alsook de rol van Dick Cheney in Stuff Happens.

## Selecte filmografie
- Great Expectations (1989)
- Rebecca's Daughters (1992)
- Dalziel and Pascoe (1996)
- A Midsummer Night's Dream (1996)
- St Ives (1998)
- Oliver Twist (1999)
- A Christmas Carol (1999)
- Madame Bovary (2000)

- Gemeinsame Normdatei: 143221841
- International Standard Name Identifier: 0000 0001 1464 1843
- Library of Congress Control Number: no2008118066
- MusicBrainz: f0c7cfb0-c98b-4e04-aa21-494b30410074
- Système universitaire de documentation: 079419704
- Virtual International Authority File: 163957004
- WorldCat: E39PBJtcGjQHy7yy7dBtDvXWXd